# Noorddijk (Koggenland)
Noorddijk is een buurtschap in de gemeente Koggenland, in de Nederlandse provincie Noord-Holland.
De buurtschap valt formeel onder het dorp Ursem. De plaats is gelegen aan wat Noorddijk werd genoemd van de polder Ursem. Ook de westelijke aflopende dijk die in het dorp Usem inloopt werd ook wel tot die dijk gerekend. Tegenwoordig worden de weg op de dijk de Noordijkerweg genoemd. De Noordijk loopt tegenwoordig over in Zuid-Spierdijk, vroeger hield de dijk op voor Zuid-Spierdijk. Het nieuwe gedeelte van de dijk valt onder Zuid-Spierdijk. In dat gedeelte is ook de kleine nieuwbouw gevestigd van Zuid-Spierdijk.
Noorddijk is vooral agrarisch, naarmate men van Zuid-Spierdijk naar Ursem gaat via de Noorddijk komt men meer huizen tegen. Tussen Noorddijk en Ursem in ligt een klein industrieterrein.
Noorddijk lag voor 1 januari 1979 in de gemeente Ursem en van 1979 tot 2007 behoorde het tot de gemeente Wester-Koggenland, waarin de gemeente Ursem was opgegaan.
Dorpen: Avenhorn · Berkhout · Bobeldijk · De Goorn (gemeentehuis) · Grosthuizen · Hensbroek · Obdam · Oudendijk · Rustenburg · Scharwoude · Spierdijk · Ursem · Wogmeer · Zuidermeer

Buurtschappen: Berkmeer · Baarsdorpermeer · De Hulk (deels) · Kathoek · Noord-Spierdijk · Noorddijk · Noordermeer · Obdammerdijk · Oosteinde

Gehuchten: Oostmijzen · Zuid-Spierdijk
Noord-Holland: Steden en dorpen in Noord-Holland      Nederland: Provincies · Gemeenten